# Jungscher Typenindex
Der Jungsche Typenindex oder JTI (Jungian Type Indicator) ist eine Alternative zum MBTI. Er wurde 2001 von Optimas veröffentlicht und über einen Zeitraum von 10 Jahren von den norwegischen Psychologen Thor Ødegård und Hallvard E. Ringstad entwickelt. Der JTI ist dafür entwickelt worden, gemäß der Theorie von Carl Gustav Jung Präferenzen festzustellen.

## Klassifikation
- I bis E – Introversion bis Extraversion

Dies beschreibt die Motivation zur Sinneserfahrung. Diese Unterscheidung ist weit geläufig. Ein außenorienter Mensch ist kontaktfreudiger und handlungsbereiter, ein innenorientierter Mensch konzentrierter und intensiver. Man spricht auch von der Tendenz zur Weite (E) bis Tiefe (I) der Sinneserfahrung.
Hier wird von einer Gleichverteilung in der Bevölkerung ausgegangen.
- N bis S – Intuition bis Sensing

Dies beschreibt die Verarbeitung der Sinneseindrücke, der sensorische Geist gewichtet die „Rohdaten“ bzw. unmittelbaren Eindrücke am höchsten, der intuitive Geist verlässt sich stärker auf seinen sechsten Sinn, also auf seine Spekulationen und Vermutungen. Der sensorische Geist ist detailorientiert und gewandter im exakten Verarbeiten von konkreter Information sowie im Einschätzen der Realität. Der intuitive Geist achtet eher auf das Ganze als auf dessen Teile und ist gewandter im Erkennen von Gesetzmäßigkeiten, Relationen und Möglichkeiten.
Es wird davon ausgegangen, dass Sensorer etwa zwei Drittel bis drei Viertel der Bevölkerung ausmachen.
- F bis T – Feeling bis Thinking

Dies beschreibt die Art und Weise, wie Entscheidungen getroffen werden. Der Denker (thinking) betrachtet die ihm vorliegenden Informationen eher von einem rationalen Standpunkt und versucht, mittels Logik zu objektiven Erkenntnissen und optimalen Entscheidungen zu gelangen. Da er Klarheit liebt, kategorisiert er die ihm vorliegenden Sinneseindrücke stark. Der Fühlende (feeling) beachtet seine Emotionen stärker. Er urteilt subjektiv nach seinen Gefühlen und berücksichtigt dabei vorwiegend Werte, Ideale oder zwischenmenschliche Aspekte.
Hier wird von einer Gleichverteilung bei geringfügig mehr Fühlern ausgegangen. Gleichzeitig besteht hier die größte Unausgewogenheit zwischen den Geschlechtern: Schätzungen zufolge sind etwa zwei Drittel der Denker Männer und etwa zwei Drittel der Fühler Frauen.
- J bis P – Judging bis Perceiving

Dies beschreibt die Sicherheit, mit der man Entscheidungen trifft und zu ihnen steht. Entweder man ist offen für neue Eindrücke und zeigt sich bereit, seine Entscheidungen und Pläne zugunsten neuer Informationen zu überdenken. Dies bedeutet auch, dass man spontaner handelt und sich flexibler unregelmäßigen Umständen anpassen kann (perceiving). Im Gegensatz dazu steht die Entschiedenheit. Der Urteilende (judging) entscheidet bereits, bevor ihm alle Informationen vorliegen und hält an einmal getroffenen Entscheidungen und eingeschlagenen Wegen auch unter widrigen Umständen fest. Bevorzugt handelt er systematisch und planmäßig. Falls erforderlich, werden Pläne angepasst, jedoch werden diese ungern völlig verworfen. Der Urteilende hat außerdem eine stärkere Neigung zum Dominieren und Kontrollieren. Er zeigt im Handeln weniger Spontanität, dafür jedoch mehr Disziplin und Konsistenz.
In dieser Dimension ist ungefähr von einer Gleichverteilung auszugehen.

## Unterschiede
Die Beispielfragen und die Methoden des JTI unterscheiden sich von der Konkurrenz MBTI. So wurden z. B. Wortpaare eliminiert, welche bei Übersetzungen Probleme verursachen können.

## Verbreitung
In Dänemark hat JTI den MBTI fast vollständig ersetzt. Dort finden seit 2004 keine MBTI-Akkreditierungen mehr statt. Dies liegt u. a. an den niedrigeren Kosten für eine Akkreditierung beim JTI.
Außerhalb Skandinaviens ist der JTI relativ unbekannt.